# 富沢賢治
富澤 賢治（とみざわ けんじ、1936年 - ）は、日本の経済学者。専門は経済政策、経済史。一橋大学名誉教授。一橋大学経済研究所所長、日本協同組合学会会長、協同総合研究所副理事長等を歴任した。福武直賞受賞。

## 人物・経歴
埼玉県生まれ。聖学院中学校・高等学校を経て、1958年国際基督教大学で武田清子の指導を受け卒業。聖学院中学校・高等学校教諭や国際基督教大学助手を経て、1961年一橋大学大学院社会学研究科入学。1966年同博士課程単位取得。指導教官高島善哉。大学院では高島からは青年ヘーゲル派の研究を勧められたが初期マルクスの研究を行い、単位修得論文は「初期マルクスの人間観」。1976年『唯物史観と労働運動−マルクス・レーニンの「労働の社会化」論』で一橋大学社会学博士。審査員古賀英三郎、山田秀雄、良知力。
1966年一橋大学経済研究所助手。同講師、助教授を経て、教授。1991年から1993年まで日本協同組合学会会長。1992年3月から1994年2月まで一橋大学経済研究所所長。1999年一橋大学退職、聖学院大学大学院教授。2000年聖学院大学政治経済学部コミュニティ政策学科長。2001年特定非営利活動法人コミュニティ活動支援センターを立上げ事務局長に就任。2012年聖学院大学退職。1980年代ワーカーズコープ運動を日本で紹介し、国際協同組合同盟総会国際研究集会議長、協同総合研究所副理事長等も務めた。1999年に刊行した研究書『社会的経済セクターの分析――民間非営利組織の理論と実践』で福武直賞を受賞。指導学生に赤井正二（立命館大学名誉教授）、斉藤吉広（稚内北星学園大学学長）など。

## 著書
- 『唯物史観と労働運動−マルクス・レーニンの「労働の社会化」論』ミネルヴァ書房、1974年
- 『労働と国家−イギリス労働組合会議史』岩波書店、1980年
- 『労働と生活』（編著）世界書院、1987年
- 『協同組合の拓く社会−スペイン・モンドラゴンの創造と探求』（共著）みんけん出版、1988年
- 『労働者協同組合の新地平−社会的経済の現代的再生』（編著）日本経済評論社、1996年
- 『非営利・協同セクターの理論と現実−参加型社会システムを求めて』（編著）日本経済評論社、1997年
- 『社会的経済セクターの分析−民間非営利組織の理論と実践』岩波書店、1999年
- 『非営利・協同セクター−ヨーロッパの挑戦と日本の課題』（編著）日本経済評論社、1999年
- 『協同組合憲章［草案］がめざすもの』（共著）家の光協会、2012年